# Martin Jamar
Pour les articles homonymes, voir Jamar.
Martin Jamar, de son vrai nom Martin Jamar de Bolsée, né le 6 novembre 1959 à Liège est un dessinateur de bande dessinée belge. Œuvrant dans un style réaliste, il est notamment connu pour avoir créé avec le scénariste Jean Dufaux les séries historiques Les Voleurs d'Empires (1993-2002) et Double Masque (2004-2013).

## Biographie
Martin Jamar de Bolsée naît à Liège, le 6 novembre 1959. Il grandit dans une famille catholique pratiquante et se passionne pour le dessin et se découvre très tôt une vocation d’illustrateur et de dessinateur de bande dessinée. À l'école, il réalise des caricatures de ses professeurs. Après des humanités, il s'inscrit à la faculté de droit de l'Université de Liège. Nonobstant son master de droit, il décide de se lancer dans la bande dessinée en complet autodidacte. En 1985, sur des scénarios de Franklin Dehousse; un condisciple de faculté, il dessine la série historique François Jullien, le Réfractaire qu'il développe sur cinq tomes (trois aux Éditions du Miroir puis deux chez Alpen Publishers). En 1990, il adapte Ivanhoé, le célèbre roman de Walter Scott, pour Je bouquine et produit parallèlement des illustrations pour la revue scolaire belge Tremplin. En 1992, sur un scénario de son copain de faculté Yves Charlier, il publie dans l’hebdomadaire Hello Bédé, La Lettre de Feu. Cette sombre histoire de vengeance se situant au Paraguay au XVIIe siècle paraît en album chez Le Lombard. En 1992, il  rencontre le scénariste Jean Dufaux et dès l’année suivante, ils s’associent et lancent la série fantastique Les Voleurs d’Empires dans la collection « Grafica » aux éditions Glénat. En 1997, Martin Jamar reçoit le prix du meilleur dessinateur décerné par la Chambre belge des experts en bande dessinée pour cette saga et il participe au catalogue d'exposition Comm'une bulle : La Commune de Paris et la bande dessinée. En 2003, Martin Jamar, toujours en complicité avec Jean Dufaux, se lance sur une nouvelle série qui se situe à l’époque de Vidocq, qui lui permet de satisfaire son goût pour la période napoléonienne et s’inscrit dans la lignée des grands feuilletons populaires du XIXe siècle. Août 2004 voit la parution du premier tome de Double Masque (6 tomes, Dargaud, 2004-2013). À partir de 2016, toujours sur un scénario de Jean Dufaux, il dessine son premier one shot religieux consacré la vie de Saint Vincent de Paul dans le Paris du XVIIe siècle  qu'il titre Vincent - Un saint au temps des mousquetaires publiée chez Dargaud et ils poursuivent dans cette veine avec celui de Charles de Foucauld dans Foucauld - Une tentation dans le désert (Dargaud, 2019). Ce même duo sort également Mattéo Ricci - Dans la cité interdite chez le même éditeur en 2022.
Il avoue apprécier des auteurs comme Jean-Michel Beuriot, Cosey, Hermann, André Juillard.

### Vie privée
Martin Jamar, restant fidèle à sa province de Liège natale, habite entre ces réserves naturelles hautement pittoresques que sont le plateau de Herve et les Hautes-Fagnes et demeure à Limbourg. Il est marié, son épouse est architecte. Ils ont trois enfants.

## Œuvres

### Albums de bande dessinée
Sauf précision, Jamar est dessinateur de ces albums et son collaborateur en est le scénariste.

#### François Jullien
- François Jullien[14], avec Franklin Dehousse :
- 1. Le Réfractaire[15], Éditions du Miroir, Louvain-la-Neuve, 1985
Scénario : Franklin Dehousse - Dessin : Martin Jamar - Couleurs : Studio Leonardo -  (ISBN 2-87142-009-2)
- 2. Le Messager anglais[4],[16], Éditions du Miroir, Louvain-la-Neuve, 1986
Scénario : Franklin Dehousse - Dessin : Martin Jamar - Couleurs : Studio Leonardo -  (ISBN 2-87142-014-9)
- 3. Sur les routes d'Espagne[4], Éditions du Miroir, Louvain-la-Neuve, 1988
Scénario : Franklin Dehousse - Dessin : Martin Jamar - Couleurs : Studio Leonardo -  (ISBN 2-87142-019-X)
- 4. Le Diable boiteux[17], Alpen Publishers, coll. « Calypso », Genève, 1991
Scénario : Franklin Dehousse - Dessin : Martin Jamar - Couleurs : quadrichromie -  (ISBN 2-88302-033-7)
- 5. Nuits viennoises, Alpen Publishers, coll. « Calypso », Genève, 1991
Scénario : Franklin Dehousse - Dessin : Martin Jamar - Couleurs : quadrichromie -  (ISBN 2-7316-0922-2)

#### Les Voleurs d'Empires
- Les Voleurs d'Empires[18] :
- 1. Les Voleurs d’Empires, Glénat, coll. « Grafica », Grenoble, 1993
Scénario : Jean Dufaux - Dessin et couleurs : Martin Jamar -  (ISBN 2-7234-1622-4)
- 2. Fleurs de peau, Glénat, coll. « Grafica », Grenoble, 1995
Scénario : Jean Dufaux - Dessin et couleurs : Martin Jamar -  (ISBN 2-7234-1733-6)
- 3. Un sale métier, Glénat, coll. « Grafica », Grenoble, 1996
Scénario : Jean Dufaux - Dessin et couleurs : Martin Jamar -  (ISBN 2-7234-1978-9)
- 4. Frappe misère, Glénat, coll. « Grafica », Grenoble, 1997
Scénario : Jean Dufaux - Dessin et couleurs : Martin Jamar -  (ISBN 2-7234-2254-2)
- 5. Chat qui mord, Glénat, coll. « Grafica », Grenoble, 1999
Scénario : Jean Dufaux - Dessin et couleurs : Martin Jamar -  (ISBN 2-7234-2571-1)
- 6. La Semaine sanglante[19], Glénat, coll. « Grafica », Grenoble, 2000
Scénario : Jean Dufaux - Dessin : Martin Jamar -  (ISBN 2-7234-2902-4)
- 7. Derrière le masque[20], Glénat, coll. « Grafica », Grenoble, 2002
Scénario : Jean Dufaux - Dessin et couleurs : Martin Jamar -  (ISBN 2-7234-3487-7)
- Int. Voleurs d'Empires - L'intégrale, Glénat, coll. « Grafica », Grenoble, octobre 2002
Scénario : Jean Dufaux - Dessin et couleurs : Martin Jamar -  (ISBN 2-7234-3487-7),Réédition 2010  (ISBN 978-2-7234-7978-3). Réédition 2022  (ISBN 978-2-344-05561-8)

#### Double Masque
- 1. La Torpille[21],[22], Dargaud Benelux, Bruxelles, 1 septembre 2004
Scénario : Jean Dufaux - Dessin : Martin Jamar - Couleurs : Bertrand Denoulet -  (ISBN 2-87129-591-3)
- 2. La Fourmi[23],[24], Dargaud Benelux, Bruxelles, février 2005
Scénario : Jean Dufaux - Dessin : Martin Jamar - Couleurs : Bertrand Denoulet -  (ISBN 2-87129-731-2)
- 3. L'Archifou[25],[26], Dargaud Benelux, Bruxelles, juin 2006
Scénario : Jean Dufaux - Dessin : Martin Jamar - Couleurs : Bertrand Denoulet -  (ISBN 2-87129-885-8)
- 4. Les Deux Sauterelles[27],[28], Dargaud Benelux, Bruxelles, novembre 2008
Scénario : Jean Dufaux - Dessin et couleurs : Martin Jamar -  (ISBN 978-2-505-00345-8)
- 5. Les Coqs[29], Dargaud Benelux, Bruxelles, 4 mars 2011
Scénario : Jean Dufaux - Dessin et couleurs : Martin Jamar -  (ISBN 978-2-505-01119-4)
- 6. L'Hermine[30],[31], Dargaud Benelux, Bruxelles, 27 septembre 2013
Scénario : Jean Dufaux - Dessin et couleurs : Martin Jamar -  (ISBN 978-2-505-01651-9)
- Int. L'intégrale, Dargaud Benelux, Bruxelles, 7 mai 2021
Scénario : Jean Dufaux - Dessin et couleurs : Martin Jamar -  (ISBN 978-2-505-08947-6)

#### One shots
- La Lettre de feu[32],[33],[34], Le Lombard, Bruxelles, 1993
Scénario : Yves Charlier et Michel Vandam - Dessin et couleurs : Martin Jamar -  (ISBN 2-8036-1037-X)
- Vincent : Un saint au temps des mousquetaires, avec Jean Dufaux, Dargaud, 2016  (ISBN 978-2-505-06413-8)[35],[36],[37].
- Foucauld - Une tentation dans le désert[38],[39], Dargaud Benelux, Bruxelles, septembre 2019
Scénario : Jean Dufaux - Dessin et couleurs : Martin Jamar -  (ISBN 978-2-505-06954-6)
- Mattéo Ricci - Dans la cité interdite[11],[40],[41],[42],[43], Dargaud, Paris, 16 septembre 2022
Scénario : Jean Dufaux - Dessin et couleurs : Martin Jamar -  (ISBN 978-2-505-08699-4)Ouvrage réalisé avec le soutien des Éditions Jésuites. Noté "Première édition".

### Collectifs
- HS. Jessica Blandy - Le dossier, Dupuis, coll. « Repérages », Marcinelle, avril 2002
Scénario : Jean Dufaux - Dessin : collectif dont Martin Jamar - Couleurs : Renaud DenauwVendu avec le tome 20 de la série.
- Il était une fois 1914[44],[45], Abbaye de Stavelot, Stavelot, 21 mars 2014
Scénario et couleurs : collectif - Dessin : collectif dont Martin Jamar -  (ISBN 978-2-87522-124-7)
- 2. Des batailles du Mans à la Grande Guerre, Petit à petit, coll. « L'histoire dans L'Histoire », 23 avril 2019
Scénario et couleurs : collectif - Dessin : collectif dont Martin Jamar -  (ISBN 979-10-95670-91-9)
- 2. Des batailles du Mans à la Grande Guerre[46],[47], Petit à petit, coll. « L'histoire dans L'Histoire », Rouen, 23 avril 2019
Scénario : Olivier Renault - Dessin : collectif dont Martin Jamar - Couleurs : collectif -  (ISBN 979-10-95670-91-9) — Dossiers historiques réalisés par Serge Bertin.

### Catalogues d'exposition
- Comm'une bulle, Musée d'art et d'histoire de Saint-Denis, Saint-Denis, juillet 1996
Scénario : collectif dont Jean Dufaux - Dessin : collectif dont Martin Jamar - Couleurs : collectif -  (ISBN 2-901433-39-1),Catalogue de l'exposition présentée au musée d'art et d'histoire de Saint-Denis d'octobre 1996 à janvier 1997. Thème : la Commune de Paris autour des albums traitant de cette époque. Illustrations de : Jean-Paul Dethorey, Jacques Ferrandez, Martin Jamar, Chantal Montellier et Milo Manara. Couverture : Martin Jamar.

### Revues

#### Vécu
- Le Diable boiteux dans Vécu no 38 en 1989[48]

#### Je bouquine
- En 1990 : Publication dans Je bouquine no 77.

#### Hello Bédé
- La Lettre de feu dans Hello Bédé du no 45 en 1992 au no 2 en 1993[49].

### Para-BD
À l'occasion, Martin Jamar réalise des portfolios, ex-libris, affiches, cartes ou cartons et commet quelques travaux publicitaires.

## Récompenses
- 1997 :  prix du meilleur dessinateur par la Chambre belge des experts en bande dessinée pour Les Voleurs d'Empires[2],[52] ;
- 2017 :  prix œcuménique de la BD à Angoulême pour Vincent , un saint au temps des mousquetaires partagé avec Jean Dufaux[53],[54] ;
- 2020 :  prix international de la BD chrétienne francophone, avec Jean Dufaux, pour Foucauld. Une tentation dans le désert (éditions Dargaud)[55] ;
- 2023 :  prix international de la BD chrétienne francophone, avec Jean Dufaux, pour Matteo Ricci, dans la cité interdite (Éditions Dargaud)[56].

#### Livres
: document utilisé comme source pour la rédaction de cet article.
- Henri Filippini, Dictionnaire de la bande dessinée, Paris, Bordas, 1989, 731 p., ill. ; 27 cm (ISBN 2-04-018455-4, OCLC 1244909550, BNF 35065653, présentation en ligne), p. 199, 200. .
- Jean-Louis Lechat, Un demi-siècle d’aventures t. 2 : 1970 - 1996, Bruxelles, Le Lombard, 5 décembre 1996, 224 p., ill. ; 31 cm (ISBN 280361233X, OCLC 37995939, BNF 37539082, présentation en ligne), p. 172. .
- Jean Pirotte (dir.) et Luc Courtois, Du régional à l'universel. : L'imaginaire wallon dans la bande dessinée., Louvain-la-Neuve, Fondation wallonne Pierre-Marie et Jean-François Humblet, 1999, 310 p. (ISBN 978-2-9600072-3-7 et 2960007239, OCLC 1075833932), p. 232 lire sur Google Livres
- Jacques Fiérain, « Jamar, Martin », dans La BD dans les provinces de Liège, Namur et Luxembourg, Charleroi, Éd. l'Âge d'or, 2004, 112 p., ill. ; 31 cm (ISBN 9782960019698, OCLC 470388297, présentation en ligne), p. 54.
- Patrick Gaumer, « Jamar, Martin », dans Dictionnaire mondial de la BD, Paris, Larousse, 2010, 953 p., ill. ; 27 cm (ISBN 978-2-0358-4331-9 et 2-0358-4331-6, OCLC 920924930, présentation en ligne), p. 443. .
- Philippe Mellot, Michel Denni, Laurent Turpin et Isabelle Morzadec, Trésors de la bande dessinée : BDM 2021-2022 - Catalogue encyclopédique et Argus, Paris, Les Arènes, novembre 2020, 22e éd., 1700 p., ill. ; 23 cm (ISBN 9791037502582, OCLC 1240308146, présentation en ligne), p. 274, 358, 447, 449, 654, 1289, 1295, 1378. .

#### Périodiques
- Martin Jamar (interviewé par François Le Bescond), « Les invités : Il est le dessinateur des Voleurs d'Empires M. Jamar, dessinateur impérial », La Lettre - L'officiel de la bande dessinée, Dargaud, no 47,‎ mai - juin 1999, p. 23.

#### Articles
- Jean Dufaux et Martin Jamar (interviewés par Nicolas Anspach et Martin Geillard), « Dufaux et Jamar : « Pas question d’écrire un récit didactique sur Napoléon » », ActuaBD,‎ 25 octobre 2004 (lire en ligne, consulté le 18 décembre 2024).
- Martin Jamar (interviewé par Nicolas Anspach), « Martin Jamar : "Double Masque me permet de satisfaire mon goût pour la période napoléonienne" », ActuaBD,‎ 29 décembre 2008 (lire en ligne, consulté le 21 août 2022).
- Jean Dufaux et Martin Jamar (interviewés par Philippe Tomblaine), « « Vincent, un saint au temps des mousquetaires » par Martin Jamar et Jean Dufaux », BDzoom,‎ 27 octobre 2016 (lire en ligne, consulté le 21 août 2022).
- Martin Jamar (interviewé par Jean-Sébastien Chabannes), « Martin Jamar ("François Jullien / Les Voleurs d’Empires /Vincent") : « Une bonne BD, c’est un album qu’on a envie de relire » », ActuaBD,‎ 3 septembre 2018 (lire en ligne, consulté le 21 août 2022).
- Martin Jamar (interviewé par Fr. D.), « De la fac de droit à la BD en autodidacte », L'Avenir,‎ 7 novembre 2019 (lire en ligne , consulté le 18 juillet 2025).
- Martin Jamar (interviewé par Bruce Rennes), « Interview de Martin Jamar sur l’album Matteo Ricci », Les Amis de la BD,‎ 9 janvier 2023 (lire en ligne, consulté le 2 novembre 2024).

### Vidéographie
- [vidéo] « Dufaux et Jamar, auteur et dessinateur de BD », sur YouTube, 4 octobre 2016
- [vidéo] « Jamar interview "Liège, terre de BD", festival international de la BD de Liège, 24e édition (2017) », sur YouTube

### Podcast
- Plein feux sur... Martin Jamar sur Radio chrétienne francophone, interview par Marie Stas (50 min), 30 mai 2022.